# Solenocera pectinata
Solenocera pectinata är en kräftdjursart som först beskrevs av Charles Spence Bate 1888.  Solenocera pectinata ingår i släktet Solenocera och familjen Solenoceridae. Inga underarter finns listade i Catalogue of Life.